# Barrack-Room Ballads
Barrack-Room Ballads är en samling av dikter av Rudyard Kipling. Den översattes till svenska år 1899 med titeln Soldatsånger och andra dikter. Några dikter som ingår i samlingen är Gunga Din, Tommy, Fuzzy-Wuzzy och Mandalay.  